# 潘汉典
潘汉典（1920年—2019年10月26日），別名潘宗洵，男，廣東廣州人，中國法学家、法学翻译家，中国政法大学教授、博士生导师。

## 生平
1948年，潘汉典毕业于东吴大学比较法研究所，获法学硕士学位。他精通英语、法语、日语、德语、俄语等多种语言。他曾先后在北京大学、中国社会科学院法学研究所、中国政法大学任教或從事研究。
1958年，潘汉典翻译了马基雅维利的名著《君主论》。1979年起，他在中国社会科学院法学研究所担任《法学译丛》主编。1980年代，他出任中国政法大学比较法研究所首任所长，1989年至1992年担任《比较法研究》主编。他和以原东吴大学法学院師生爲主的一批法学学者编撰了《元照英美法词典》，該詞典是英美法中文常用工具書。

## 著作
- 译著《君主论》《比较法总论》《英格兰状况》《有限公司法论》《权利斗争论》《英吉利宪法》《英格兰状况》等。